# Michael Whitaker

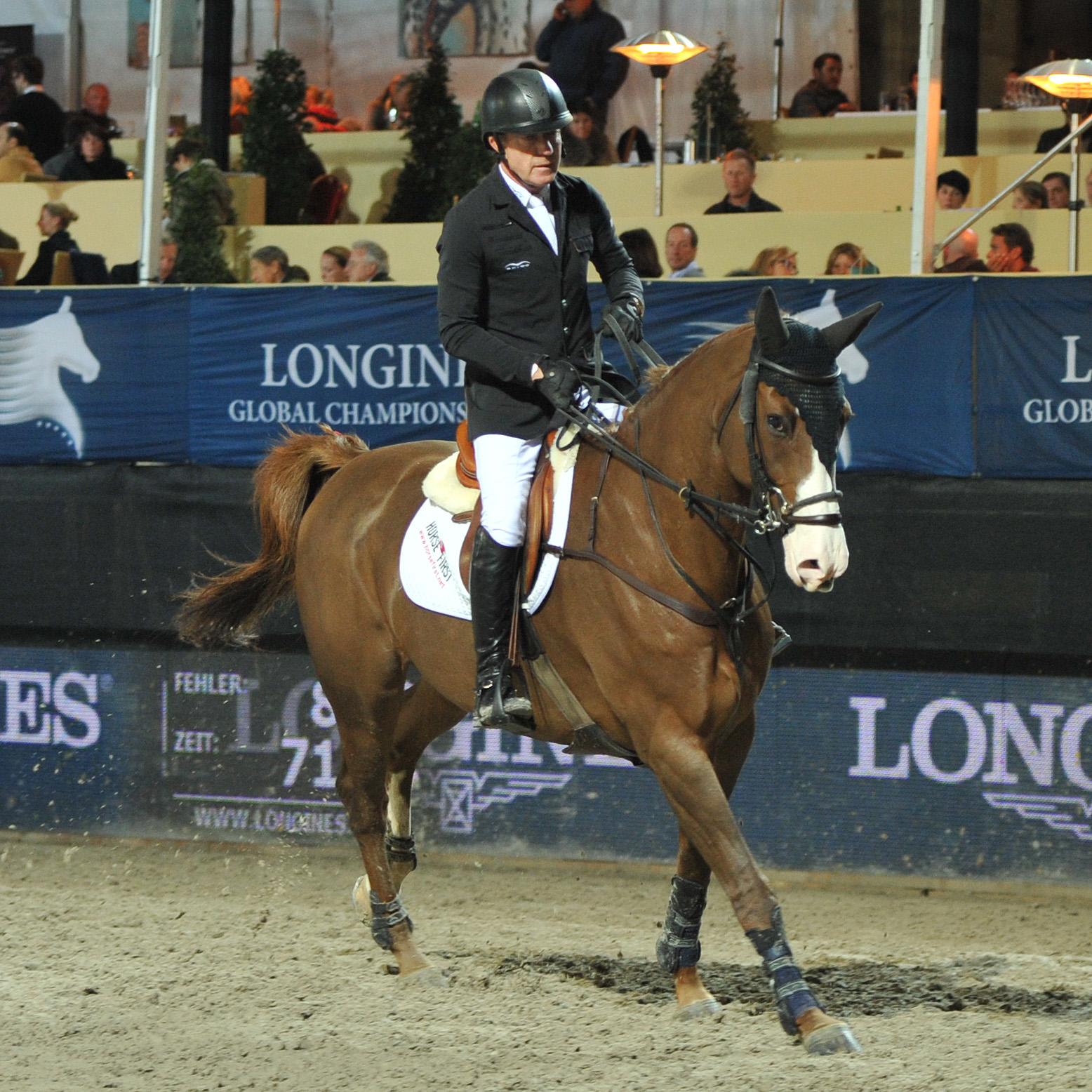
Michael Whitaker mit Viking bei den Vienna Masters 2013

Michael Whitaker (* 17. März 1960 in Huddersfield) ist ein britischer Springreiter.
Michael Whitaker lebt in Nottingham und betreibt dort einen Turnierstall.

## Karriere
Whitaker begann mit sieben Jahren auf Ponys das Reiten, ritt mit 16 das erste Mal internationale Prüfungen und mit 20 Jahren wurde er der jüngste Sieger des berühmten Hickstead Derby.
Im September 1993 übernahm er von seinem Bruder John Whitaker die Führung der Weltrangliste.
Whitaker ist für sein untrügliches Gespür für schwierige Pferde und für seinen ökonomischen Reitstil bekannt. Des Weiteren ist er wohl der Reiter, der zu den Rekord-Teilnehmern bei Europameisterschaften und Weltcup-Springen zählt.
Im Februar 2012 befand er sich auf Rang 24 der Springreiter-Weltrangliste.

## Privates
Whitaker hat mit Ex-Frau Veronique drei Kinder (Jack, Molly und Katie Jane), lebt inzwischen aber mit seiner neuen Frau Melissa zusammen. Bis Sommer 2010 lebte und trainierte sein Neffe William Whitaker bei ihm, nach einer Meinungsverschiedenheit wechselte in die Shaw Stud Farms in der Nähe von Telford. Michael Whitakers Sohn Jack nahm 2018 an den Olympischen Jugend-Sommerspielen teil.

## Dopingproben
2009 wurde Whitaker aufgrund einer positiven Dopingprobe seines Pferdes Tackeray vier Monate lang gesperrt. Es wurde die Substanz Altrenogest nachgewiesen, welche bei Hengsten und Wallachen als Doping eingestuft wird. Whitaker selbst begründete dies damit, dass wahrscheinlich der Futtereimer mit dem seiner Stute Wonami van den Aart verwechselt wurde, wodurch die gefundene Substanz in den Körper von Tackeray gelangte (bei Stuten ist Altrenogest, welches zur Unterdrückung der Rosse führt, lediglich als Medikation klassifiziert, für das Turnier lag eine Genehmigung des Turnierveterinärs zum Einsatz dieses Mittels vor). Bei der Festsetzung der Sperre betrachtete die FEI auch Whitakers makellose Karriere und die Tatsache, dass er bei mehreren Hundert Dopingtests seinen Pferd nie positive Tests vorkamen.
Aufgrund einer Regelung der British Olympic Association wäre er somit für alle nachfolgenden Olympischen Spiele gesperrt gewesen. Hiergegen legte er Widerspruch ein, diesem wurde aufgrund „erheblicher mildernder Umstände“ stattgegeben. Somit wäre Whitaker für die Olympischen Spiele 2012 in London startberechtigt gewesen, letztlich war er dort Reservereiter und kam nicht zum Start.

## Erfolge
- 1984: Silbermedaille bei den Olympischen Spielen in Los Angeles mit Overton Amanda
- 1985: Team-Goldmedaille bei den Europameisterschaften mit Warren Point
- 1986: Team-Silbermedaille bei den Weltmeisterschaften in Aachen mit Warren Point
- 1987: Team-Goldmedaille bei den Europameisterschaften in St. Gallen mit Overton Amanda
- 1989: Team-Goldmedaille und Einzel-Silbermedaille bei den Europameisterschaften in Rotterdam mit Mon Santa
- 1990: Team-Bronze bei den Weltreiterspiele in Stockholm mit Mon Santa
- 1991: Team-Silbermedaille bei den Europameisterschaften in La Baule mit Mon Santa
- 1993: Team-Silbermedaille und Einzel-Bronze bei den Europameisterschaften in Gijón mit Midnight Madness
- 1994: Platz 3, Weltcup-Finale in 's-Hertogenbosch mit MidMadness
- 1995: Team-Silbermedaille bei den Europameisterschaften in St. Gallen mit Two Step
- 1997: Team-Bronzemedaille bei den Europameisterschaften in Mannheim mit Ashley
- 2001: Platz 3, Weltcup-Finale in Gothenburg mit Handel II
- 2005: Platz 2, Weltcup-Finale in Las Vegas mit Portofino 63
- 2007: Team-Bronzemedaille bei den Europameisterschaften in Mannheim mit Portofino 63
- 2012: Platz 1, Großer Preis von Aachen mit Amai
- 2013: Team-Goldmedaille und 9. Platz im Einzel bei den Europameisterschaften in Hering mit Viking